# Pyrausta perlucidalis
Pyrausta perlucidalis là một loài bướm đêm trong họ Crambidae.